# Patrick Bauchau
Patrick Nicolas Jean Sixte Ghislain Bauchau (Brussel, 6 december 1938) is een Belgische acteur.
Zijn vader is de Belgische auteur en psychoanalist Henry Bauchau. Zijn moeder is een Russische. Hij is getrouwd met Mijanou Bardot, de zus van Brigitte Bardot. Ze hebben samen een dochter, Camille.
Hij werd vooral bekend door de televisieserie The Pretender waarin hij de rol van Sydney vertolkte. Hij deed ook enkele gastrollen in CSI: NY, Alias en 24.
Hij spreekt meerdere talen zoals Engels, Frans, Duits, Italiaans en Spaans. Hij kent ook een beetje Nederlands en Russisch.

## Filmografie (selectie)
- 2015 - Every Thing Will Be Fine (Wim Wenders)
- 2009 - 2012 (Roland Emmerich)
- 2008 - La Possibilité d'une île (Michel Houellebecq)
- 2001-2010 - 24 (1 episode van de televisieserie)
- 2001-2006 - Alias (2 episodes van de televisieserie)
- 2002-2007 - The Dead Zone (1 episode van de televisieserie)
- 2005 - Vampires: The Turning (Marty Weiss)
- 2004-2012 - House M.D. (1 episode van de televisieserie)
- 2004-2013 - CSI: NY (1 episode van de televisieserie)
- 2003-2005 - Carnivàle (televisieserie)
- 2002 - Secretary (Steven Shainberg)
- 2002 - Panic Room (David Fincher)
- 2000 - The Cell (Tarsem Singh)
- 1996-2000 - The Pretender (televisieserie)
- 1994 - Lisbon Story (Wim Wenders)
- 1994 - Clear and Present Danger (Phillip Noyce)
- 1993 - And the Band Played On (Roger Spottiswoode) (documentaire)
- 1988 - Le Maître de musique (Gérard Corbiau)
- 1985 - Phenomena (Dario Argento)
- 1985 - A View to a Kill (John Glen)
- 1984 - Choose Me (Alan Rudolph)
- 1984 - Emmanuelle 4 (Philippe Leroi)
- 1984 - La Femme publique (Andrzej Zulawski)
- 1983 - Coup de foudre (Diane Kurys)
- 1982 - Der Stand der Dinge (Wim Wenders)
- 1967 - La Collectionneuse (Éric Rohmer)
- 1963 - La Carrière de Suzanne (Éric Rohmer)

## Prijzen en nominaties
- 1989 - Gemini
  - Genomineerd: Beste acteur in een dramaserie (Mount Royal)